# Hazor
Hazor (Hebreeuws: תל חצור) is een stad in Kanaän die bloeide in de Late Bronstijd en IJzertijd.

## Bronstijd
In de Late Bronstijd telde Hazor ongeveer 15.000 inwoners en lijkt te hebben gegolden als voornaamste Egyptisch bestuurscentrum in Kanaän.
Archeologische opgravingen hebben er talrijke Astartebeeldjes (in het Hebreeuws ook Ashtoreth genaamd) aan het licht gebracht. Tegelijk zijn er veel ovale kleiplaketten gevonden, met daarop ingeprent een afbeelding van de naakte godin Asherah. Deze houdt in haar handen lelie- of papyrusbloemstengels, of slangen. Op het hoofd draagt zij twee lange spiraalvormige krullen identiek aan die van de Egyptische Godin Hathor.
Het was bekend dat in vroege tijden er reeds Egyptische vestigingen, met havens en kolonies bestonden in Kanaän, vooral aan de kusten. De gelijkenissen tussen relicten van de erediensten bevestigen dit des te meer. Er was bovendien een druk handelsverkeer over zee door de Zeevolken (zoals de Filistijnen), die het Minoïsche Kreta verbond met alle gebieden rond de Middellandse Zee.

## IJzertijd
Volgens Jozua, een boek in de Hebreeuwse Bijbel, veroverden de Israëlieten Kanaän en staken ze Hazor in brand. Er is tweemaal een brandlaag aangetroffen die gedateerd wordt rond de 15e eeuw v.Chr. en een brandlaag rond de 13e eeuw v.Chr. die duidt op de overgang van de Bronstijd naar de IJzertijd, maar er kan niet meer zekerheid gesteld worden dat één van deze brandlagen door Israël zijn ontstaan. 
Tijdens de rechters (richteren) was Jabin een koning van de Kanaänieten. Hij woonde in Hazor en onderdrukte de Israëlieten. Volgens Rechters 4:2 had hij 900 ijzeren strijdwagens. Zijn legeraanvoerder Sisera leidde het leger van koning Jabin in een oorlog met de Israëlieten, maar werd verslagen door Barak en Debora. In de periode hierna kregen de Israëlieten langzaam de overhand over Hazor.
De stad werd later weer opgebouwd. De Hebreeuwse Bijbel schrijft de bouwwerkzaamheden toe aan de koningen Salomo en Achab. De "match" tussen de vondsten uit de IJzertijd en de Bijbelse verwijzingen is een van de beruchtste uit de Bijbelse archeologie en is dan ook zeer controversieel.
Hazor bleef een belangrijke vestiging. In 733 v.Chr. werd de stad definitief verwoest, ditmaal door de Assyriërs.